# Поліфрон
Поліфрон — тиран міста Фер у Фессалії з 370 до 369 року до н. е.

## Біографічні відомості
Син Лікофрона I та брат Ясона. Спочатку правив з іншим своїм братом Полідором. Але вже через невеличкий час Полідора було вбито на шляху до Лариси. Після цього Поліфрон захопив владу у Ферах та успадкував посаду тагоса Фессалії Поліфон зумів захопити Фарсала та Ларису. Проте його діяльність було незабаром перервана Олександром, сином Полідора.